# Paolo Vanoli
Paolo Vanoli (* 12. August 1972 in Varese) ist ein ehemaliger italienischer Fußballspieler und nunmehriger -trainer.

## Karriere

### Als Spieler

#### Verein
Vanoli spielte bis 1990 bei der USD Corsico. In den folgenden Jahren spielte er noch unterklassig für den Varese FC, den FC Bellinzago und nochmals Corsico, ehe er sich zur Saison 1993/94 dem Zweitligisten AC Venedig anschloss. Für die Venezianer kam er in zwei Spielzeiten zu 56 Einsätzen in der Serie B. Zur Saison 1995/96 wechselte er zum Ligakonkurrenten Hellas Verona. Mit Hellas stieg er zu Saisonende in die erste Liga auf. Sein Debüt in der Serie A gab er daraufhin im September 1996 gegen den FC Bologna. In seiner ersten Spielzeit in der höchsten Spielklasse kam er zu 27 Einsätzen, mit Hellas stieg er aber direkt wieder ab.
Nach insgesamt 84 Einsätzen für Verona wechselte Vanoli zur Saison 1998/99 wieder in die Serie A, diesmal zur AC Parma. Mit Parma sammelte er auch seine ersten internationalen Erfahrungen, der Klub nahm in jener Spielzeit am UEFA-Pokal teil und gewann diesen auch. In zwei Ligaspielzeiten kam er zu 43 Einsätzen für Parma. Zur Saison 2000/01 wechselte er innerhalb der Liga zur AC Florenz. In zwei Spielzeiten absolvierte er 44 Spiele in der Serie A für die Fiorentina, die allerdings 2002 in die Serie B abstieg.
Nach dem Abstieg verließ der Außenverteidiger den Verein zur Saison 2002/03 und wechselte nach mehreren Monaten Vereinslosigkeit im Oktober 2002 zurück ins Oberhaus zum FC Bologna. Für Bologna spielte er 21 Mal. Zur Saison 2003/04 wechselte der Italiener erstmals ins Ausland und unterschrieb beim Rekordmeister aus Schottland, den Glasgow Rangers. In eineinhalb Jahren bei den Rangers spielte er 28 Mal in der Scottish Premier League, den Meistertitel 2004/05 verpasste er allerdings durch einen Abgang in der Winterpause. Daraufhin kehrte Vanoli wieder in seine Heimat zurück und schloss sich dem Zweitligisten Vicenza Calcio an. Für Vicenza kam er zu 17 Einsätzen. Zur Saison 2005/06 wechselte er leihweise nach Griechenland zum Erstligisten Akratitos Ano Liosia. Für Akratitos kam er zu vier Einsätzen in der Super League, ehe er in der Winterpause wieder zu Vicenza zurückkehrte. Dort kam er jedoch nach seiner Rückkehr nicht mehr zum Zug. In der Saison 2006/07 ließ er seine Karriere noch unterklassig bei GC Castelnuovo Sandrà ausklingen, ehe er sie im Sommer 2007 schließlich auch beendete.

#### Nationalmannschaft
Vanoli debütierte im November 1999 unter Dino Zoff in einem Testspiel gegen Belgien für die italienische Nationalmannschaft. In jener Partie, die die Italiener mit 1:3 verloren, erzielte er zudem sein erstes und einziges Tor im Nationaltrikot. Im April 2000 kam er noch zu einem weiteren Einsatz im Nationalteam, für die EM 2000 wurde er allerdings nicht berücksichtigt. Damit war auch seine Karriere in der Squadra Azzurra zu Ende.

### Als Trainer
Nach seinem Karriereende wurde Vanoli im Sommer 2010 Co-Trainer im italienischen U-17-Team. Im Juli 2013 übernahm er die U-18 als Cheftrainer. Zudem assistierte er ab Sommer 2014 auch Alessandro Pane im U-19-Team. Diese übernahm er im Sommer 2015 von Pane als Cheftrainer. Diese führte er erfolgreich zur EM 2016, bei der sich die Italiener erst im Finale geschlagen geben musste. Nach der EM verließ er den Jugendbereich und wurde von Gian Piero Ventura als Techniktrainer in die A-Nationalmannschaft hochgezogen.
Im Juli 2017 verließ Vanoli schließlich endgültig den italienischen Verband und folgte dem Ruf seines Landsmanns Antonio Conte als Co-Trainer nach England zum FC Chelsea. Diesen verließ er im Juli 2018 gemeinsam mit Conte. Zur Saison 2019/20 wurde Conte Trainer von Inter Mailand, Vanoli wurde diesmal unter ihm Techniktrainer. Nach dem Meistertitel 2020/21 verließ er erneut gemeinsam mit seinem Chef den Verein. Im Dezember 2021 wurde er erstmals Cheftrainer auf Klubebene in Russland bei Spartak Moskau. Die Saison in der Premjer-Liga verlief zwar sehr enttäuschend für Spartak – man wurde nur Zehnter und hatte auf die Abstiegsränge nur sechs Punkte Vorsprung – jedoch holte Vanoli mit den Moskauern den Titel im Cup. Nach der Saison 2021/22 trennten sich die Wege des Italieners und Spartaks dennoch wieder. Begründet wurde der Schritt mit dem anhaltenden Krieg in der Ukraine.
Im November 2022 wechselte Vanoli auf die Trainerbank des FC Venedig, wo er bereits als Spieler aktiv war. 
Zur Saison 2024/25 übernahm er den FC Turin als Nachfolger von Ivan Jurić und unterschrieb dort für zwei Jahre. Nach der Saison gab der Verein die Trennung bekannt. Vanoli wurde durch Marco Baroni ersetzt, der zuvor Lazio Rom trainierte.

#### Erfolge und Auszeichnungen
- Russischer Pokalsieger: 2021/22 (Spartak Moskau)
- Aufstieg in die Serie A: 2023/24 (FC Venedig)
- Trainer des Monats der Serie A: August 2024